# Satoru Ōtomo
Satoru Ōtomo (în japoneză: 大友 哲, pronunțat: [Ootomo Satoru], n. 19 decembrie 1957 la Mitaka) este un medic stomatolog și astronom amator japonez. Prenumele său poate fi citit și ca Satoshi, dar el utilizează Satoru.
Este un descoperitor prolific de asteroizi. Este creditat de către Minor Planet Center pentru descoperirea a 149 de asteroizi între 1991 și 1997, dintre care 15 împreună cu Osamu Muramatsu.